# Rio Novo (ort)
Rio Novo är en ort i Brasilien.   Den ligger i kommunen Rio Novo och delstaten Minas Gerais, i den sydöstra delen av landet, 800 km sydost om huvudstaden Brasília. Rio Novo ligger 412 meter över havet och antalet invånare är 6 255.
Terrängen runt Rio Novo är huvudsakligen platt, men åt sydost är den kuperad. Närmaste större samhälle är São João Nepomuceno, 13,8 km sydost om Rio Novo.
Omgivningarna runt Rio Novo är huvudsakligen savann. Runt Rio Novo är det ganska tätbefolkat, med 179 invånare per kvadratkilometer.